# Table des caractères Unicode/U10570
Cette page contient des caractères spéciaux ou non latins. S’ils s’affichent mal (▯, ?, etc.), consultez la page d’aide Unicode.
Table des caractères Unicode U+U10570 à U+U105BF.

## Vithkuqi
Cette plage est affectée aux lettres majuscules et minuscules de l’écriture alphabétique vithkuqi (également appelée Büthakukye ou Beitha Kukju, créée en 1825 dans le village de Vithkuq près de Koritza au sud-est de l’actuelle Albanie, alors encore partie de l'empire ottoman, principalement et traditionnellement utilisée par les idéologues et chrétiens orthodoxes pour transcrire la langue albanaise).

### Table des caractères
| en fr   | 0 | 1 | 2 | 3 | 4 | 5 | 6 | 7 | 8 | 9 | A | B | C | D | E | F |
| ------- | - | - | - | - | - | - | - | - | - | - | - | - | - | - | - | - |
| U+10570 | 𐕰 | 𐕱 | 𐕲 | 𐕳 | 𐕴 | 𐕵 | 𐕶 | 𐕷 | 𐕸 | 𐕹 | 𐕺 |   | 𐕼 | 𐕽 | 𐕾 | 𐕿 |
| U+10580 | 𐖀 | 𐖁 | 𐖂 | 𐖃 | 𐖄 | 𐖅 | 𐖆 | 𐖇 | 𐖈 | 𐖉 | 𐖊 |   | 𐖌 | 𐖍 | 𐖎 | 𐖏 |
| U+10590 | 𐖐 | 𐖑 | 𐖒 |   | 𐖔 | 𐖕 |   | 𐖗 | 𐖘 | 𐖙 | 𐖚 | 𐖛 | 𐖜 | 𐖝 | 𐖞 | 𐖟 |
| U+105A0 | 𐖠 | 𐖡 |   | 𐖣 | 𐖤 | 𐖥 | 𐖦 | 𐖧 | 𐖨 | 𐖩 | 𐖪 | 𐖫 | 𐖬 | 𐖭 | 𐖮 | 𐖯 |
| U+105B0 | 𐖰 | 𐖱 |   | 𐖳 | 𐖴 | 𐖵 | 𐖶 | 𐖷 | 𐖸 | 𐖹 |   | 𐖫 | 𐖬 |   |   |   |